# Ellaisa Marquis
Ellaisa Marquis (Dennery, 1 de febrero de 1991) es una futbolista santalucense.

## Selección nacional
Marquis jugó con la Selección Santalucense Absoluta por la Clasificación para la Copa Mundial Femenina de Fútbol de 2011.